# Rhytiphora sospitalis
Rhytiphora sospitalis là một loài bọ cánh cứng trong họ Cerambycidae.